# Ленни, Энгус
Э́нгус Ле́нни (англ. Angus Lennie; 18 апреля 1930, Глазго, Шотландия, Великобритания — 14 сентября 2014, Лондон) — шотландский актёр, наиболее известный своими появлениями в фильмах (например, в фильме «Большой побег»), а также в телевизионной мыльной опере «Перекрёстки».

## Биография
Он родился в Глазго и там же посещал академию «Eastbank». Затем он работал в репертуарном театре в различных городах Англии и Шотландии. Он известен прежде всего своей ролью повара Шьюи Макфи в «Перекрёстках», которую он играл 1974 по 1989 года. Также на телевидении он сыграл в следующих работах: «Святой», «Доктор Кто», «Жители приграничного района», «Автомобили Z», «Rumpole of the Bailey», «Лавджой», «The Onedin Line», «Всю ночь напролёт», «Соблюдая приличия», «Монарх Глен». Работа в кино включает участие в следующих картинах: «Эскадрилья 633», «Мотивы славы», «О, что за чудесная война», «Пропавший динозавр». Самой значительной ролью для него стала роль миниатюрного «серийного беглеца», старшего лейтенанта авиации Арчибальда Айвса по прозвищу «Крот» в фильме «Большой побег». Ленни сыграл во многих театральных постановках, включая «Сон в летнюю ночь» и пантомимы.